# Haplothrips aculeatus
Haplothrips aculeatus är en insektsart som först beskrevs av Fabricius 1803.  Haplothrips aculeatus ingår i släktet Haplothrips och familjen rörtripsar. Arten är reproducerande i Sverige. Inga underarter finns listade i Catalogue of Life.